# НХЛ у сезоні 1981—1982
НХЛ у сезоні 1981/1982 — 65-й регулярний чемпіонат НХЛ. Сезон стартував 6 жовтня 1981. Закінчився фінальним матчем Кубка Стенлі 16 травня 1982 між Нью-Йорк Айлендерс та Ванкувер Канакс перемогою «Айлендерс» 3:1 в матчі та 4:0 в серії. Це третя поспіль перемога в Кубку Стенлі «Айлендерс».

## Драфт НХЛ
19-ий драфт НХЛ. У 11-и раундах було обрано 211 хокеїстів. Першим номером драфту став Дейл Гаверчук, якого обрав клуб «Вінніпег Джетс».

## Огляд
Щоб зменшити витрати клубів, керівництво ліги вирішило змінити дивізіони в конференціях. Так Конференція Принца Уельського тепер складається з Дивізіонів Адамса та Патрик, а Конференція Кларенса Кемпбела з Дивізіонів Норріса та Смайта. Змінився і формат матчів, як в регулярному сезоні так і в плей-оф. Відтепер більшість матчів команди грали в дивізіонах та «домашній» конференції, решту матчів грали з клубами іншої конференції. В плей-оф також визначали спочатку переможця дивізіону, потім конференції, а переможці конференцій грали в фіналі Кубка Стенлі.
Нью-Йорк Айлендерс виграв регулярний чемпіонат набравши 118 очок. Молода зірка «Едмонтон Ойлерс» Вейн Грецкі побив декілька рекодів: він закинув 50 шайб у 39 матчах, встановив новий рекорд за кількістю закинутих шайб за сезон, тепер ця цифра дорівнювала 92 голам, також встановлений рекорд по набраних очках — 212. Вейн взагалі став першим гравцем НХЛ хто перетнув  200 очок.
Цей сезон став останнім для Колорадо Рокіз перед переїздом до Нью-Джерсі.

## Підсумкові турнірні таблиці
| Конференція Кларенса Кемпбела |    |    |    |    |     |     |     |
| Дивізіон Норріса              |    |    |    |    |     |     |     |
| Команда                       | І  | В  | П  | Н  | ШЗ  | ШП  | О   |
| Міннесота Норт-Старс          | 80 | 37 | 23 | 20 | 346 | 288 | 94  |
| Вінніпег Джетс                | 80 | 33 | 33 | 14 | 319 | 332 | 80  |
| Сент-Луїс Блюз                | 80 | 32 | 40 | 8  | 315 | 349 | 72  |
| Чикаго Блек Гокс              | 80 | 30 | 38 | 12 | 332 | 363 | 72  |
| Торонто Мейпл-Ліфс            | 80 | 20 | 44 | 16 | 298 | 380 | 56  |
| Детройт Ред-Вінгс             | 80 | 21 | 47 | 12 | 270 | 351 | 54  |
| Дивізіон Смайт                |    |    |    |    |     |     |     |
| Команда                       | І  | В  | П  | Н  | ШЗ  | ШП  | О   |
| Едмонтон Ойлерс               | 80 | 48 | 17 | 15 | 417 | 295 | 111 |
| Ванкувер Канакс               | 80 | 30 | 33 | 17 | 290 | 286 | 77  |
| Калгарі Флеймс                | 80 | 29 | 34 | 17 | 334 | 345 | 75  |
| Лос-Анджелес Кінгс            | 80 | 24 | 41 | 15 | 314 | 369 | 63  |
| Колорадо Рокіз                | 80 | 18 | 49 | 13 | 241 | 362 | 49  |

| Конференція Принца Уельського |    |    |    |    |     |     |     |
| Дивізіон Адамса               |    |    |    |    |     |     |     |
| Команда                       | І  | В  | П  | Н  | ШЗ  | ШП  | О   |
| Монреаль Канадієнс            | 80 | 46 | 17 | 17 | 360 | 223 | 109 |
| Бостон Брюїнс                 | 80 | 43 | 27 | 10 | 323 | 285 | 96  |
| Баффало Сейбрс                | 80 | 39 | 26 | 15 | 307 | 273 | 93  |
| Квебек Нордікс                | 80 | 33 | 31 | 16 | 356 | 345 | 82  |
| Гартфорд Вейлерс              | 80 | 21 | 41 | 18 | 264 | 351 | 60  |
| Дивізіон Патрик               |    |    |    |    |     |     |     |
| Команда                       | І  | В  | П  | Н  | ШЗ  | ШП  | О   |
| Нью-Йорк Айлендерс            | 80 | 54 | 16 | 10 | 385 | 250 | 118 |
| Нью-Йорк Рейнджерс            | 80 | 39 | 27 | 14 | 316 | 306 | 92  |
| Філадельфія Флайєрс           | 80 | 38 | 31 | 11 | 325 | 313 | 87  |
| Піттсбург Пінгвінс            | 80 | 31 | 36 | 13 | 310 | 337 | 75  |
| Вашингтон Кепіталс            | 80 | 26 | 41 | 13 | 319 | 338 | 65  |

## Матч усіх зірок НХЛ
34-й матч усіх зірок НХЛ пройшов 9 лютого 1982 року в Вашингтоні: Уельс — Кемпбел 4:2 (2:1, 1:1, 1:0).

## Найкращі бомбардири
| Гравець         | Команда              | І  | Г  | П   | О   |
| --------------- | -------------------- | -- | -- | --- | --- |
| Вейн Грецкі     | Едмонтон Ойлерс      | 80 | 92 | 120 | 212 |
| Майк Боссі      | Нью-Йорк Айлендерс   | 80 | 64 | 83  | 147 |
| Петер Штястний  | Квебек Нордікс       | 80 | 46 | 93  | 139 |
| Денніс Марук    | Вашингтон Кепіталс   | 80 | 60 | 76  | 136 |
| Браян Троттьє   | Нью-Йорк Айлендерс   | 80 | 50 | 79  | 129 |
| Дені Савар      | Чикаго Блек Гокс     | 80 | 32 | 87  | 119 |
| Марсель Діонн   | Лос-Анджелес Кінгс   | 78 | 50 | 67  | 117 |
| Боббі Сміт      | Міннесота Норт-Старс | 80 | 43 | 71  | 114 |
| Діно Чіккареллі | Міннесота Норт-Старс | 76 | 55 | 51  | 106 |
| Дейв Тейлор     | Лос-Анджелес Кінгс   | 78 | 39 | 67  | 106 |

## Плей-оф
|  | 1/8 фіналу | 1/8 фіналу                            | 1/8 фіналу    |   |               | Чвертьфінали  | Чвертьфінали  | Чвертьфінали |                    |                    | Півфінали           | Півфінали           | Півфінали           |  |  | Фінал Кубка Стенлі | Фінал Кубка Стенлі | Фінал Кубка Стенлі |
|  |            |                                       |               |   |               |               |               |              |                    |                    |                     |                     |                     |  |  |                    |                    |                    |
|  | 1          | Монреаль                              | 2             |   |               | A4            | Квебек        | 4            |                    |                    |                     |                     |                     |  |  |                    |                    |                    |
|  | 8          | Квебек                                | 3             |   |               | A2            | Бостон        | 3            |                    |                    |                     |                     |                     |  |  |                    |                    |                    |
|  |            |                                       |               |   |               |               |               |              |                    |                    |                     |                     |                     |  |  |                    |                    |                    |
|  | 2          | Бостон                                | 3             |   |               |               |               |              | Східна конференція | Східна конференція | Східна конференція  | Східна конференція  | Східна конференція  |  |  |                    |                    |                    |
|  | 2          | Бостон                                | 3             |   |               |               |               |              | Східна конференція | Східна конференція | Східна конференція  | Східна конференція  | Східна конференція  |  |  |                    |                    |                    |
|  | 7          | Баффало                               | 1             |   |               |               |               |              |                    |                    |                     |                     |                     |  |  |                    |                    |                    |
|  | 7          | Баффало                               | 1             |   |               |               |               |              |                    | A4                 | Квебек              | 0                   |                     |  |  |                    |                    |                    |
|  |            |                                       |               |   |               |               |               |              |                    | A4                 | Квебек              | 0                   |                     |  |  |                    |                    |                    |
|  |            | P1                                    | Н-Й Айлендерс | 4 |               |               |               |              |                    |                    |                     |                     |                     |  |  |                    |                    |                    |
|  | 3          | P1                                    | Н-Й Айлендерс | 4 | Н-Й Айлендерс | 3             |               |              |                    |                    |                     |                     |                     |  |  |                    |                    |                    |
|  | 3          |                                       |               |   | Н-Й Айлендерс | 3             |               |              |                    |                    |                     |                     |                     |  |  |                    |                    |                    |
|  | 6          | Піттсбург                             | 2             |   |               |               |               |              |                    |                    |                     |                     |                     |  |  |                    |                    |                    |
|  | 6          | Піттсбург                             | 2             |   |               |               |               |              |                    |                    |                     |                     |                     |  |  |                    |                    |                    |
|  |            |                                       |               |   |               |               |               |              |                    |                    |                     |                     |                     |  |  |                    |                    |                    |
|  |            |                                       |               |   |               |               |               |              |                    |                    |                     |                     |                     |  |  |                    |                    |                    |
|  | 4          | Н-Й Рейнджерс                         | 3             |   | P1            | Н-Й Айлендерс | 4             |              |                    |                    |                     |                     |                     |  |  |                    |                    |                    |
|  | 4          | Н-Й Рейнджерс                         | 3             |   | P1            | Н-Й Айлендерс | 4             |              |                    |                    |                     |                     |                     |  |  |                    |                    |                    |
|  | 5          | Філадельфія                           | 1             |   |               | P2            | Н-Й Рейнджерс | 2            |                    |                    |                     |                     |                     |  |  |                    |                    |                    |
|  | 5          | Філадельфія                           | 1             |   |               |               |               |              |                    | P1                 | Н-Й Айлендерс       | 4                   |                     |  |  |                    |                    |                    |
|  |            | (Пари пересіяні після першого раунду) |               |   |               |               |               |              |                    | P1                 | Н-Й Айлендерс       | 4                   |                     |  |  |                    |                    |                    |
|  |            | S2                                    | Ванкувер      | 0 |               |               |               |              |                    |                    |                     |                     |                     |  |  |                    |                    |                    |
|  | 1          | S2                                    | Ванкувер      | 0 | Міннесота     | 1             |               |              | N4                 | Чикаго             | 4                   |                     |                     |  |  |                    |                    |                    |
|  | 1          |                                       |               |   | Міннесота     | 1             |               |              | N4                 | Чикаго             | 4                   |                     |                     |  |  |                    |                    |                    |
|  | 8          | Чикаго                                | 3             |   |               | N3            | Сент-Луїс     | 2            |                    |                    |                     |                     |                     |  |  |                    |                    |                    |
|  | 8          | Чикаго                                | 3             |   |               | N3            | Сент-Луїс     | 2            |                    |                    |                     |                     |                     |  |  |                    |                    |                    |
|  |            |                                       |               |   |               |               |               |              |                    |                    |                     |                     |                     |  |  |                    |                    |                    |
|  | 2          | Вінніпег                              | 1             |   |               |               |               |              |                    |                    |                     |                     |                     |  |  |                    |                    |                    |
|  | 2          | Вінніпег                              | 1             |   |               |               |               |              |                    |                    |                     |                     |                     |  |  |                    |                    |                    |
|  | 7          | Сент-Луїс                             | 3             |   |               |               |               |              |                    |                    |                     |                     |                     |  |  |                    |                    |                    |
|  | 7          | Сент-Луїс                             | 3             |   |               |               |               |              | N4                 | Чикаго             | 1                   |                     |                     |  |  |                    |                    |                    |
|  |            |                                       |               |   |               |               |               |              | N4                 | Чикаго             | 1                   |                     |                     |  |  |                    |                    |                    |
|  |            | S2                                    | Ванкувер      | 4 |               |               |               |              |                    |                    |                     |                     |                     |  |  |                    |                    |                    |
|  | 3          | S2                                    | Ванкувер      | 4 | Едмонтон      | 2             |               |              |                    |                    |                     |                     |                     |  |  |                    |                    |                    |
|  | 3          |                                       |               |   | Едмонтон      | 2             |               |              |                    |                    |                     |                     |                     |  |  |                    |                    |                    |
|  | 6          | Лос-Анджелес                          | 3             |   |               |               |               |              |                    |                    | Західна конференція | Західна конференція | Західна конференція |  |  |                    |                    |                    |
|  | 6          | Лос-Анджелес                          | 3             |   |               |               |               |              |                    |                    | Західна конференція | Західна конференція | Західна конференція |  |  |                    |                    |                    |
|  |            |                                       |               |   |               |               |               |              |                    |                    |                     |                     |                     |  |  |                    |                    |                    |
|  | 4          | Ванкувер                              | 3             |   | S4            | Лос-Анджелес  | 1             |              |                    |                    |                     |                     |                     |  |  |                    |                    |                    |
|  | 4          | Ванкувер                              | 3             |   | S4            | Лос-Анджелес  | 1             |              |                    |                    |                     |                     |                     |  |  |                    |                    |                    |
|  | 5          | Калгарі                               | 0             |   |               | S2            | Ванкувер      | 4            |                    |                    |                     |                     |                     |  |  |                    |                    |                    |

### 1/8 фіналу
Конференція Принца Уельського
| Монреаль Канадієнс та Квебек Нордікс | Монреаль Канадієнс та Квебек Нордікс | Монреаль Канадієнс та Квебек Нордікс | Монреаль Канадієнс та Квебек Нордікс | Монреаль Канадієнс та Квебек Нордікс | Монреаль Канадієнс та Квебек Нордікс | Монреаль Канадієнс та Квебек Нордікс |
| Дата                                 | Господарі                            | Господарі                            | Гості                                | Гості                                | Примітки                             |                                      |
| ------------------------------------ | ------------------------------------ | ------------------------------------ | ------------------------------------ | ------------------------------------ | ------------------------------------ | ------------------------------------ |
| 7 квітня                             | Квебек                               | 1                                    | 5                                    | Монреаль                             |                                      |                                      |
| 8 квітня                             | Квебек                               | 3                                    | 2                                    | Монреаль                             |                                      |                                      |
| 10 квітня                            | Монреаль                             | 1                                    | 2                                    | Квебек                               |                                      |                                      |
| 11 квітня                            | Монреаль                             | 6                                    | 2                                    | Квебек                               |                                      |                                      |
| 13 квітня                            | Квебек                               | 3                                    | 2                                    | Монреаль                             | OT                                   |                                      |
| Квебек виграв серію 3:2.             |                                      |                                      |                                      |                                      |                                      |                                      |

| Бостон Брюїнс та Баффало Сейбрс | Бостон Брюїнс та Баффало Сейбрс | Бостон Брюїнс та Баффало Сейбрс | Бостон Брюїнс та Баффало Сейбрс | Бостон Брюїнс та Баффало Сейбрс | Бостон Брюїнс та Баффало Сейбрс | Бостон Брюїнс та Баффало Сейбрс |
| Дата                            | Господарі                       | Господарі                       | Гості                           | Гості                           | Примітки                        |                                 |
| ------------------------------- | ------------------------------- | ------------------------------- | ------------------------------- | ------------------------------- | ------------------------------- | ------------------------------- |
| 7 квітня                        | Баффало                         | 1                               | 3                               | Бостон                          |                                 |                                 |
| 8 квітня                        | Баффало                         | 3                               | 7                               | Бостон                          |                                 |                                 |
| 10 квітня                       | Бостон                          | 2                               | 5                               | Баффало                         |                                 |                                 |
| 11 квітня                       | Бостон                          | 5                               | 2                               | Баффало                         |                                 |                                 |
| Бостон виграв серію 3:1.        |                                 |                                 |                                 |                                 |                                 |                                 |

| Нью-Йорк Айлендерс та Піттсбург Пінгвінс | Нью-Йорк Айлендерс та Піттсбург Пінгвінс | Нью-Йорк Айлендерс та Піттсбург Пінгвінс | Нью-Йорк Айлендерс та Піттсбург Пінгвінс | Нью-Йорк Айлендерс та Піттсбург Пінгвінс | Нью-Йорк Айлендерс та Піттсбург Пінгвінс | Нью-Йорк Айлендерс та Піттсбург Пінгвінс |
| Дата                                     | Господарі                                | Господарі                                | Гості                                    | Гості                                    | Примітки                                 |                                          |
| ---------------------------------------- | ---------------------------------------- | ---------------------------------------- | ---------------------------------------- | ---------------------------------------- | ---------------------------------------- | ---------------------------------------- |
| 7 квітня                                 | Піттсбург                                | 1                                        | 8                                        | Н-Й Айлендерс                            |                                          |                                          |
| 8 квітня                                 | Піттсбург                                | 2                                        | 7                                        | Н-Й Айлендерс                            |                                          |                                          |
| 10 квітня                                | Н-Й Айлендерс                            | 1                                        | 2                                        | Піттсбург                                | OT                                       |                                          |
| 12 квітня                                | Н-Й Айлендерс                            | 2                                        | 8                                        | Піттсбург                                |                                          |                                          |
| 13 квітня                                | Піттсбург                                | 3                                        | 4                                        | Н-Й Айлендерс                            | OT                                       |                                          |
| Н-Й Айлендерс виграв серію 3:2.          |                                          |                                          |                                          |                                          |                                          |                                          |

| Нью-Йорк Рейнджерс та Філадельфія Флайєрс | Нью-Йорк Рейнджерс та Філадельфія Флайєрс | Нью-Йорк Рейнджерс та Філадельфія Флайєрс | Нью-Йорк Рейнджерс та Філадельфія Флайєрс | Нью-Йорк Рейнджерс та Філадельфія Флайєрс | Нью-Йорк Рейнджерс та Філадельфія Флайєрс | Нью-Йорк Рейнджерс та Філадельфія Флайєрс |
| Дата                                      | Господарі                                 | Господарі                                 | Гості                                     | Гості                                     | Примітки                                  |                                           |
| ----------------------------------------- | ----------------------------------------- | ----------------------------------------- | ----------------------------------------- | ----------------------------------------- | ----------------------------------------- | ----------------------------------------- |
| 7 квітня                                  | Філадельфія                               | 4                                         | 1                                         | Н-Й Рейнджерс                             |                                           |                                           |
| 8 квітня                                  | Філадельфія                               | 3                                         | 7                                         | Н-Й Рейнджерс                             |                                           |                                           |
| 10 квітня                                 | Н-Й Рейнджерс                             | 4                                         | 3                                         | Філадельфія                               |                                           |                                           |
| 11 квітня                                 | Н-Й Рейнджерс                             | 7                                         | 5                                         | Філадельфія                               |                                           |                                           |
| Н-Й Рейнджерс виграв серію 3:1.           |                                           |                                           |                                           |                                           |                                           |                                           |

Конференція Кларенса Кемпбела
| Міннесота Норз-Старс та Чикаго Блек Гокс | Міннесота Норз-Старс та Чикаго Блек Гокс | Міннесота Норз-Старс та Чикаго Блек Гокс | Міннесота Норз-Старс та Чикаго Блек Гокс | Міннесота Норз-Старс та Чикаго Блек Гокс | Міннесота Норз-Старс та Чикаго Блек Гокс | Міннесота Норз-Старс та Чикаго Блек Гокс |
| Дата                                     | Господарі                                | Господарі                                | Гості                                    | Гості                                    | Примітки                                 |                                          |
| ---------------------------------------- | ---------------------------------------- | ---------------------------------------- | ---------------------------------------- | ---------------------------------------- | ---------------------------------------- | ---------------------------------------- |
| 7 квітня                                 | Чикаго                                   | 3                                        | 2                                        | Міннесота                                | OT                                       |                                          |
| 8 квітня                                 | Чикаго                                   | 5                                        | 3                                        | Міннесота                                |                                          |                                          |
| 10 квітня                                | Міннесота                                | 7                                        | 1                                        | Чикаго                                   |                                          |                                          |
| 11 квітня                                | Міннесота                                | 2                                        | 5                                        | Чикаго                                   |                                          |                                          |
| Чикаго виграв серію 3:1.                 |                                          |                                          |                                          |                                          |                                          |                                          |

| Вінніпег Джетс та Сент-Луїс Блюз | Вінніпег Джетс та Сент-Луїс Блюз | Вінніпег Джетс та Сент-Луїс Блюз | Вінніпег Джетс та Сент-Луїс Блюз | Вінніпег Джетс та Сент-Луїс Блюз | Вінніпег Джетс та Сент-Луїс Блюз | Вінніпег Джетс та Сент-Луїс Блюз |
| Дата                             | Господарі                        | Господарі                        | Гості                            | Гості                            | Примітки                         |                                  |
| -------------------------------- | -------------------------------- | -------------------------------- | -------------------------------- | -------------------------------- | -------------------------------- | -------------------------------- |
| 7 квітня                         | Сент-Луїс                        | 4                                | 3                                | Вінніпег                         |                                  |                                  |
| 8 квітня                         | Сент-Луїс                        | 2                                | 5                                | Вінніпег                         |                                  |                                  |
| 10 квітня                        | Вінніпег                         | 3                                | 6                                | Сент-Луїс                        |                                  |                                  |
| 11 квітня                        | Вінніпег                         | 2                                | 8                                | Сент-Луїс                        |                                  |                                  |
| Сент-Луїс виграв серію 3:1.      |                                  |                                  |                                  |                                  |                                  |                                  |

| Едмонтон Ойлерс та Лос-Анджелес Кінгс | Едмонтон Ойлерс та Лос-Анджелес Кінгс | Едмонтон Ойлерс та Лос-Анджелес Кінгс | Едмонтон Ойлерс та Лос-Анджелес Кінгс | Едмонтон Ойлерс та Лос-Анджелес Кінгс | Едмонтон Ойлерс та Лос-Анджелес Кінгс | Едмонтон Ойлерс та Лос-Анджелес Кінгс |
| Дата                                  | Господарі                             | Господарі                             | Гості                                 | Гості                                 | Примітки                              |                                       |
| ------------------------------------- | ------------------------------------- | ------------------------------------- | ------------------------------------- | ------------------------------------- | ------------------------------------- | ------------------------------------- |
| 7 квітня                              | Лос-Анджелес                          | 10                                    | 8                                     | Едмонтон                              |                                       |                                       |
| 8 квітня                              | Лос-Анджелес                          | 2                                     | 3                                     | Едмонтон                              | OT                                    |                                       |
| 10 квітня                             | Едмонтон                              | 5                                     | 6                                     | Лос-Анджелес                          | OT                                    |                                       |
| 12 квітня                             | Едмонтон                              | 3                                     | 2                                     | Лос-Анджелес                          |                                       |                                       |
| 13 квітня                             | Лос-Анджелес                          | 7                                     | 4                                     | Едмонтон                              |                                       |                                       |
| Лос-Анджелес виграв серію 3:2.        |                                       |                                       |                                       |                                       |                                       |                                       |

| Ванкувер Канакс та Калгарі Флеймс | Ванкувер Канакс та Калгарі Флеймс | Ванкувер Канакс та Калгарі Флеймс | Ванкувер Канакс та Калгарі Флеймс | Ванкувер Канакс та Калгарі Флеймс | Ванкувер Канакс та Калгарі Флеймс | Ванкувер Канакс та Калгарі Флеймс |
| Дата                              | Господарі                         | Господарі                         | Гості                             | Гості                             | Примітки                          |                                   |
| --------------------------------- | --------------------------------- | --------------------------------- | --------------------------------- | --------------------------------- | --------------------------------- | --------------------------------- |
| 7 квітня                          | Калгарі                           | 3                                 | 5                                 | Ванкувер                          |                                   |                                   |
| 8 квітня                          | Калгарі                           | 1                                 | 2                                 | Ванкувер                          | OT                                |                                   |
| 10 квітня                         | Ванкувер                          | 3                                 | 1                                 | Калгарі                           |                                   |                                   |
| Ванкувер виграв серію 3:0.        |                                   |                                   |                                   |                                   |                                   |                                   |

### Чвертьфінали
Конференція Принца Уельського
| Бостон Брюїнс та Квебек Нордікс | Бостон Брюїнс та Квебек Нордікс | Бостон Брюїнс та Квебек Нордікс | Бостон Брюїнс та Квебек Нордікс | Бостон Брюїнс та Квебек Нордікс | Бостон Брюїнс та Квебек Нордікс | Бостон Брюїнс та Квебек Нордікс |
| Дата                            | Господарі                       | Господарі                       | Гості                           | Гості                           | Примітки                        |                                 |
| ------------------------------- | ------------------------------- | ------------------------------- | ------------------------------- | ------------------------------- | ------------------------------- | ------------------------------- |
| 15 квітня                       | Квебек                          | 3                               | 4                               | Бостон                          |                                 |                                 |
| 16 квітня                       | Квебек                          | 4                               | 8                               | Бостон                          |                                 |                                 |
| 18 квітня                       | Бостон                          | 2                               | 3                               | Квебек                          | OT                              |                                 |
| 19 квітня                       | Бостон                          | 2                               | 7                               | Квебек                          |                                 |                                 |
| 21 квітня                       | Квебек                          | 4                               | 3                               | Бостон                          |                                 |                                 |
| 23 квітня                       | Бостон                          | 6                               | 5                               | Квебек                          | OT                              |                                 |
| 25 квітня                       | Квебек                          | 2                               | 1                               | Бостон                          |                                 |                                 |
| Квебек виграв серію 4:3.        |                                 |                                 |                                 |                                 |                                 |                                 |

| Нью-Йорк Айлендерс та Нью-Йорк Рейнджерс | Нью-Йорк Айлендерс та Нью-Йорк Рейнджерс | Нью-Йорк Айлендерс та Нью-Йорк Рейнджерс | Нью-Йорк Айлендерс та Нью-Йорк Рейнджерс | Нью-Йорк Айлендерс та Нью-Йорк Рейнджерс | Нью-Йорк Айлендерс та Нью-Йорк Рейнджерс | Нью-Йорк Айлендерс та Нью-Йорк Рейнджерс |
| Дата                                     | Господарі                                | Господарі                                | Гості                                    | Гості                                    | Примітки                                 |                                          |
| ---------------------------------------- | ---------------------------------------- | ---------------------------------------- | ---------------------------------------- | ---------------------------------------- | ---------------------------------------- | ---------------------------------------- |
| 15 квітня                                | Н-Й Рейнджерс                            | 5                                        | 4                                        | Н-Й Айлендерс                            |                                          |                                          |
| 16 квітня                                | Н-Й Рейнджерс                            | 2                                        | 7                                        | Н-Й Айлендерс                            |                                          |                                          |
| 18 квітня                                | Н-Й Айлендерс                            | 4                                        | 3                                        | Н-Й Рейнджерс                            | OT                                       |                                          |
| 19 квітня                                | Н-Й Айлендерс                            | 5                                        | 3                                        | Н-Й Рейнджерс                            |                                          |                                          |
| 21 квітня                                | Н-Й Рейнджерс                            | 4                                        | 2                                        | Н-Й Айлендерс                            |                                          |                                          |
| 23 квітня                                | Н-Й Айлендерс                            | 5                                        | 3                                        | Н-Й Рейнджерс                            |                                          |                                          |
| Н-Й Айлендерс виграв серію 4:2.          |                                          |                                          |                                          |                                          |                                          |                                          |

Конференція Кларенса Кемпбела
| Сент-Луїс Блюз та Чикаго Блекгокс | Сент-Луїс Блюз та Чикаго Блекгокс | Сент-Луїс Блюз та Чикаго Блекгокс | Сент-Луїс Блюз та Чикаго Блекгокс | Сент-Луїс Блюз та Чикаго Блекгокс | Сент-Луїс Блюз та Чикаго Блекгокс | Сент-Луїс Блюз та Чикаго Блекгокс |
| Дата                              | Господарі                         | Господарі                         | Гості                             | Гості                             | Примітки                          |                                   |
| --------------------------------- | --------------------------------- | --------------------------------- | --------------------------------- | --------------------------------- | --------------------------------- | --------------------------------- |
| 15 квітня                         | Чикаго                            | 5                                 | 4                                 | Сент-Луїс                         |                                   |                                   |
| 16 квітня                         | Чикаго                            | 1                                 | 3                                 | Сент-Луїс                         |                                   |                                   |
| 18 квітня                         | Сент-Луїс                         | 5                                 | 6                                 | Чикаго                            |                                   |                                   |
| 19 квітня                         | Сент-Луїс                         | 4                                 | 7                                 | Чикаго                            |                                   |                                   |
| 21 квітня                         | Чикаго                            | 2                                 | 3                                 | Сент-Луїс                         | OT                                |                                   |
| 23 квітня                         | Сент-Луїс                         | 0                                 | 2                                 | Чикаго                            |                                   |                                   |
| Чикаго виграв серію 4:2.          |                                   |                                   |                                   |                                   |                                   |                                   |

| Ванкувер Канакс та Лос-Анджелес Кінгс | Ванкувер Канакс та Лос-Анджелес Кінгс | Ванкувер Канакс та Лос-Анджелес Кінгс | Ванкувер Канакс та Лос-Анджелес Кінгс | Ванкувер Канакс та Лос-Анджелес Кінгс | Ванкувер Канакс та Лос-Анджелес Кінгс | Ванкувер Канакс та Лос-Анджелес Кінгс |
| Дата                                  | Господарі                             | Господарі                             | Гості                                 | Гості                                 | Примітки                              |                                       |
| ------------------------------------- | ------------------------------------- | ------------------------------------- | ------------------------------------- | ------------------------------------- | ------------------------------------- | ------------------------------------- |
| 15 квітня                             | Лос-Анджелес                          | 2                                     | 3                                     | Ванкувер                              |                                       |                                       |
| 16 квітня                             | Лос-Анджелес                          | 3                                     | 2                                     | Ванкувер                              | OT                                    |                                       |
| 18 квітня                             | Ванкувер                              | 4                                     | 3                                     | Лос-Анджелес                          | OT                                    |                                       |
| 19 квітня                             | Ванкувер                              | 5                                     | 4                                     | Лос-Анджелес                          |                                       |                                       |
| 21 квітня                             | Лос-Анджелес                          | 2                                     | 5                                     | Ванкувер                              |                                       |                                       |
| Ванкувер виграв серію 4:1.            |                                       |                                       |                                       |                                       |                                       |                                       |

### Півфінали
| Конференція Принца Уельського        | Конференція Принца Уельського        | Конференція Принца Уельського        | Конференція Принца Уельського        | Конференція Принца Уельського        | Конференція Принца Уельського        | Конференція Принца Уельського        |
| Нью-Йорк Айлендерс та Квебек Нордікс | Нью-Йорк Айлендерс та Квебек Нордікс | Нью-Йорк Айлендерс та Квебек Нордікс | Нью-Йорк Айлендерс та Квебек Нордікс | Нью-Йорк Айлендерс та Квебек Нордікс | Нью-Йорк Айлендерс та Квебек Нордікс | Нью-Йорк Айлендерс та Квебек Нордікс |
| Дата                                 | Господарі                            | Господарі                            | Гості                                | Гості                                | Примітки                             |                                      |
| ------------------------------------ | ------------------------------------ | ------------------------------------ | ------------------------------------ | ------------------------------------ | ------------------------------------ | ------------------------------------ |
| 27 квітня                            | Квебек                               | 1                                    | 4                                    | Н-Й Айлендерс                        |                                      |                                      |
| 29 квітня                            | Квебек                               | 2                                    | 5                                    | Н-Й Айлендерс                        |                                      |                                      |
| 1 травня                             | Н-Й Айлендерс                        | 5                                    | 4                                    | Квебек                               | OT                                   |                                      |
| 4 травня                             | Н-Й Айлендерс                        | 4                                    | 2                                    | Квебек                               |                                      |                                      |
| Н-Й Айлендерс виграв серію 4:0.      |                                      |                                      |                                      |                                      |                                      |                                      |

| Конференція Кларенса Кемпбела      | Конференція Кларенса Кемпбела      | Конференція Кларенса Кемпбела      | Конференція Кларенса Кемпбела      | Конференція Кларенса Кемпбела      | Конференція Кларенса Кемпбела      | Конференція Кларенса Кемпбела      |
| Чикаго Блекгокс та Ванкувер Канакс | Чикаго Блекгокс та Ванкувер Канакс | Чикаго Блекгокс та Ванкувер Канакс | Чикаго Блекгокс та Ванкувер Канакс | Чикаго Блекгокс та Ванкувер Канакс | Чикаго Блекгокс та Ванкувер Канакс | Чикаго Блекгокс та Ванкувер Канакс |
| Дата                               | Господарі                          | Господарі                          | Гості                              | Гості                              | Примітки                           |                                    |
| ---------------------------------- | ---------------------------------- | ---------------------------------- | ---------------------------------- | ---------------------------------- | ---------------------------------- | ---------------------------------- |
| 27 квітня                          | Ванкувер                           | 2                                  | 1                                  | Чикаго                             | OT                                 |                                    |
| 29 квітня                          | Ванкувер                           | 1                                  | 4                                  | Чикаго                             |                                    |                                    |
| 1 травня                           | Чикаго                             | 3                                  | 4                                  | Ванкувер                           |                                    |                                    |
| 4 травня                           | Чикаго                             | 3                                  | 5                                  | Ванкувер                           |                                    |                                    |
| 6 травня                           | Ванкувер                           | 6                                  | 2                                  | Чикаго                             |                                    |                                    |
| Ванкувер виграв серію 4:1.         |                                    |                                    |                                    |                                    |                                    |                                    |

### Фінал Кубка Стенлі
| Нью-Йорк Айлендерс та Ванкувер Канакс | Нью-Йорк Айлендерс та Ванкувер Канакс | Нью-Йорк Айлендерс та Ванкувер Канакс | Нью-Йорк Айлендерс та Ванкувер Канакс | Нью-Йорк Айлендерс та Ванкувер Канакс | Нью-Йорк Айлендерс та Ванкувер Канакс | Нью-Йорк Айлендерс та Ванкувер Канакс |
| Дата                                  | Господарі                             | Господарі                             | Гості                                 | Гості                                 | Примітки                              |                                       |
| ------------------------------------- | ------------------------------------- | ------------------------------------- | ------------------------------------- | ------------------------------------- | ------------------------------------- | ------------------------------------- |
| 8 травня                              | Ванкувер                              | 5                                     | 6                                     | Н-Й Айлендерс                         | OT                                    |                                       |
| 11 травня                             | Ванкувер                              | 4                                     | 6                                     | Н-Й Айлендерс                         |                                       |                                       |
| 13 травня                             | Н-Й Айлендерс                         | 3                                     | 0                                     | Ванкувер                              |                                       |                                       |
| 16 травня                             | Н-Й Айлендерс                         | 3                                     | 1                                     | Ванкувер                              |                                       |                                       |
| Н-Й Айлендерс виграв серію 4:0.       |                                       |                                       |                                       |                                       |                                       |                                       |

### Найкращі бомбардири плей-оф
| Гравець        | Команда       | І  | Г  | П  | О  | ШХ |
| -------------- | ------------- | -- | -- | -- | -- | -- |
| Браян Троттьє  | Н-Й Айлендерс | 19 | 6  | 23 | 29 | 40 |
| Майк Боссі     | Н-Й Айлендерс | 19 | 17 | 10 | 27 | 0  |
| Деніс Потвін   | Н-Й Айлендерс | 19 | 5  | 16 | 21 | 30 |
| Томас Градін   | Ванкувер      | 17 | 9  | 10 | 19 | 10 |
| Дені Савар     | Чикаго        | 15 | 11 | 7  | 18 | 52 |
| Стен Сміл      | Ванкувер      | 17 | 9  | 9  | 18 | 25 |
| Джо Маллен     | Сент-Луїс     | 10 | 7  | 11 | 18 | 4  |
| Баррі Педерсон | Бостон        | 11 | 7  | 11 | 18 | 2  |
| Петер Штястний | Квебек        | 12 | 7  | 11 | 18 | 10 |
| Берні Федерко  | Сент-Луїс     | 10 | 3  | 15 | 18 | 10 |

## Призи та нагороди сезону
| Нагороди                     | Гравець                 | Команда            |
| ---------------------------- | ----------------------- | ------------------ |
| Пам'ятний трофей Колдера     | Дейл Гаверчук           | Вінніпег Джетс     |
| Нагорода Теда Ліндсея        | Вейн Грецкі             | Едмонтон Ойлерс    |
| Трофей Арта Росса            | Вейн Грецкі             | Едмонтон Ойлерс    |
| Пам'ятний трофей Гарта       | Вейн Грецкі             | Едмонтон Ойлерс    |
| Трофей Конна Смайта          | Майк Боссі              | Нью-Йорк Айлендерс |
| Приз Білла Мастерсона        | Гленн Реш               | Колорадо Рокіз     |
| Приз Франка Селке            | Стів Каспер             | Бостон Брюїнс      |
| Нагорода Джека Адамса        | Том Ватт                | Вінніпег Джетс     |
| Приз Джеймса Норріса         | Дуг Вілсон              | Чикаго Блек Гокс   |
| Приз Леді Бінг               | Рік Міддлтон            | Бостон Брюїнс      |
| Трофей Лестера Патріка       | Еміль Френсіс           | Еміль Френсіс      |
| Трофей Везини                | Біллі Сміт              | Нью-Йорк Айлендерс |
| Трофей Вільяма М. Дженнінгса | Рік Вемслі Деніс Геррон | Монреаль Канадієнс |
| Нагорода Плюс-Мінус          | Вейн Грецкі             | Едмонтон Ойлерс    |

| Нагорода                  | Клуб               |
| ------------------------- | ------------------ |
| Приз Кларенса С. Кемпбела | Ванкувер Канакс    |
| Приз принца Уельського    | Нью-Йорк Айлендерс |
| Кубок Стенлі              | Нью-Йорк Айлендерс |

## Команда всіх зірок
| Перша команда                  | Позиція              | Друга команда                     |
| ------------------------------ | -------------------- | --------------------------------- |
| Білл Сміт, Нью-Йорк Айлендерс  | Воротар              | Грант Фюр, Едмонтон Ойлерс        |
| Дуг Вілсон, Чикаго Блек Гокс   | Захисник             | Пол Коффі, Едмонтон Ойлерс        |
| Рей Бурк, Бостон Брюїнс        | Захисник             | Браян Енгблом, Монреаль Канадієнс |
| Вейн Грецкі, Едмонтон Ойлерс   | Центральний нападник | Браян Троттьє, Нью-Йорк Айлендерс |
| Майк Боссі, Нью-Йорк Айлендерс | Правий нападник      | Рік Міддлтон, Бостон Брюїнс       |
| Марк Мессьє, Едмонтон Ойлерс   | Лівий нападник       | Джон Тонеллі, Нью-Йорк Айлендерс  |